# Concertul pentru violoncel (Schumann)
Concertul pentru violoncel în La minor, Op. 129, al lui Robert Schumann a fost finalizat în doar două săptămâni, între 10 și 24 octombrie 1850, la scurt timp după ce Schumann a devenit director muzical în Düsseldorf.
Concertul nu a fost niciodată interpretat în timpul vieții lui Schumann. A avut premiera pe 9 iunie 1860, la patru ani după moartea sa, la Conservatorul din Leipzig într-un concert organizat pentru a comemora 50 de ani de la nașterea lui Schumann, cu Ludwig Ebert în calitate de solist.
O interpretare tipică a concertului durează aproximativ 25 de minute.

## Instrumentație și structură
Concertul este orchestrat pentru două flauturi, două oboaie, două clarinete, doi fagoți, doi corni, două trompete, timpane, coarde și violoncel solo.
Concertul este structurat în trei părți, trecerea de la o parte la alta făcându-se fără pauză.
1. Nicht zu schnell (Nu prea repede) (La minor)
2. Langsam (Lent) (Fa major)
3. Sehr lebhaft (Foarte vioi) (La minor - La major)

## Analiză
Concertul este considerat una dintre cele mai îndrăznețe și aventuroase lucrări ale lui Schumann. Pe partitura originală în manuscris Schumann a dat lucrării titlul de Konzertstück (piesă de concert) și nu de Konzer (concert), ceea ce sugerează că încă de la început a vrut să se îndepărteze de convențiile tradiționale ale concertului.
Prima parte a concertului debutează cu o introducere orchestrală foarte scurtă urmată de prezentarea temei principale de către solist, care este urmată de un tutti scurt ce conduce la o melodie lirică.
Partea a doua este o parte lirică foarte scurtă. Partea conține și o cvintă descendentă, un gest folosit pe tot parcursul părții ca un semnal și omagiu adus soției sale, Clara Schumann. De asemenea, solistul are un duet cu violoncelistul principal din orchestră, o textură neobișnuită ce poate fi interpretată drept o conversație între compozitor și soția sa.
Partea a treia este un rondo vesel care se află în contrast cu primele două părți. La sfârșitul părții se află o cadență acompaniată în același tempo, o tehnică fără precedent în vremea lui Schumann, care conduce spre coda. În ultimii ani, unii violonceliști au ales să include propria lor cadență fără acompaniament, deși nu există indicații conform cărora Schumann ar fi vrut una.
Este cunoscut faptul că Schumann ura aplauzele în pauzele dintre părți. Prin urmare, nu există pauze între părțile concertului. În ceea ce privește virtuozitatea concertului, Schumann a declarat în tinerețea sa: "Nu pot compune un concert pentru virtuozi. Trebuie să încerc altceva". În concertul pentru violoncel, deși valorifică total posibilitățile instrumentului, partea pentru solist nu conține pasaje de virtuozitate, ceea ce era neobișnuit pentru concertele vremii. Schumann a creat și o versiune pentru pian și orchestră a concertului pentru a fi interpretat de violonistul Joseph Joachim.